# Myllaena minuta
Myllaena minuta är en skalbaggsart som först beskrevs av Johann Ludwig Christian Gravenhorst 1806.  Myllaena minuta ingår i släktet Myllaena, och familjen kortvingar. Arten är reproducerande i Sverige.